# Andrew M. Salywon
Andrew Michael Salywon ( 1972 - ) es un botánico estadounidense. Pertenece al personal científico del USDA, en el Servicio de Investigaciones de Agricultura", "Lab. Water Conservation, Phoenix, Arizona.

## Algunas publicaciones
- andrew m. Salywon, David a. Dierig, jon p. Rebman, diana Jasso de Rodríguez. 2005. Evaluation of new Lesquerella and Physaria (Brassicaceae) oilseed germplasm. Am. J. of Botany 92: 53-62

### Libros
- 2003. A monograph of Mosiera (Myrtaceae). Ed. Arizona State University. 384 pp.

- La abreviatura «Salywon» se emplea para indicar a Andrew M. Salywon como autoridad en la descripción y clasificación científica de los vegetales.[1]